# Most Dangerous Game
Most Dangerous Game (deutsch Gefährlichstes Spiel) ist eine US-amerikanische Actionserie von Drehbuchautor Nick Santora und Regisseur Phil Abraham für den mobilen Streaminganbieter Quibi, die auf der Kurzgeschichte Das grausamste Spiel von Richard Connell basiert.
Die erste Staffel handelt von dem krebskranken Dodge Tynes (Liam Hemsworth), der sich gegen Geld von anderen Menschen jagen lässt. Sie erschien am 6. April 2020 bei Quibi und am 20. Mai 2021 beim Roku Channel. In Deutschland erschien am 8. September 2021 eine Filmfassung bei Prime Video. In der zweiten Staffel, die am 10. März 2023 bei Roku erschien, verkörpert die neue Hauptrolle David Castañeda.

## Inhalt

### Das Spiel
Der Vermittler Miles Sellars von der Stiftung Tiro Fund macht verzweifelten Personen, die aus Geldnot um ein Darlehen bitten, als Spiel für reiche Investoren und heimliche Zuschauer das Angebot, dass sie das Geld erhalten, wenn sie sich 24 Stunden lang von Personen, die versuchen, sie zu töten, durch ihre Stadt jagen lassen.
Beim Start werden dem Gejagten 50.000 $ überwiesen und mit jeder Stunde, die er überlebt hat, ein gesteigerter Betrag, bis sich, falls er bis zum Ende durchstehen sollte, 24,5 Millionen Dollar angesammelt haben. Weitere Regeln sind, dass keine Schusswaffen erlaubt sind und die Stadt nicht verlassen werden darf. Sollte er eine Regel verletzen, würde er zum permanenten Jagdziel erklärt. Auch kann die Jagd während der 24 Stunden nicht abgebrochen oder neu begonnen werden. Zu Beginn erhält er von Miles ein Handy, mit dem dieser zu jeder Zeit seine Position kennt und das mittels eines 15-sekündigen Alarms nach jeder Stunde seine Position an die Jäger herausgibt.
Die Jäger sind mit Pseudonymen nach US-amerikanischen Präsidenten benannt.

### Handlung

#### Staffel 1
Der Gejagte in der ersten Staffel ist der Immobilienentwickler und Läufer Dodge Tynes in Detroit, der hochverschuldet ist und mit seiner Frau ihren ersten Sohn erwartet, als er die Diagnose eines aggressiven Tumors erhält, sodass er das Spiel annimmt, damit seine Familie versorgt ist.
Die Jäger sind Nixon, ein kultivierter Gentleman und Anzugträger, der immer genau auf die Regeln achtet; Reagan, ein ungepflegterer Rowdy; Carter, ein psychologisch kalkulierender Afroamerikaner; Kennedy, eine asiatisch-amerikanische Martial-Arts-Kämpferin, und LBJ, ein älterer Arbeitertyp. Im Zeitraum der Jagd muss Dodge durch die Stadt rennen, trifft immer wieder auf die Jäger, wobei er entkommen kann oder kämpfen muss, und begegnet auch Connell, der hinter ihnen aufräumt. Im Verlauf der 24 Stunden kommen vier Jäger um und gerade, als der letzte – Nixon – schließlich dabei ist, ihn zu töten, ist wieder Sonnenaufgang und die Jagd vorbei. Dodge hat gewonnen. Kurz vor dem Spielende erfährt Dodge, dass er gefälschte Medikamente verschrieben bekommen hat und in Wirklichkeit kerngesund ist. Die Diagnose wurde ihm vorgespielt, um ihn zu dem Spiel zu animieren.

#### Staffel 2
In der zweiten Staffel, die in New York City spielt, ist der Gejagte Victor Suero, ein MMA-Kämpfer mit einem teilweise blinden Auge. Als er dreizehn Jahre alt war, starben seine Eltern bei einem Feuer, aus dem er seine Schwester Josie rettete, die er mit achtzehn Jahren adoptierte. Als sie offenbar eine Geldlieferung verloren hat, erfährt er, dass sie sich, damit er sich nicht in Kämpfen in Gefahr bringen müsse, heimlich als Geldkurierin für einen russischen Gangster verdingt hat. Um dessen Drohungen von ihr abzuwenden, muss Victor schließlich das Angebot von Miles annehmen, sich jagen zu lassen.
Im Verlauf der Jagd kann Victor einige Jäger töten oder ihnen entkommen. Für Miles ergeben sich aber Komplikationen, als herauskommt, dass Victor vor der Jagd Geld gestohlen hatte, um den Russen auszuzahlen, und als Victor für den Diebstahl eines Bootes verhaftet wird. Um für seine Freilassung zu sorgen, engagiert Miles Nixon, der im Gegenzug in die Jagd miteinsteigt. Kurz vor Ende der Jagd findet Josie ihn versteckt in einem Leuchtturm, wo sie gemeinsam den letzten Jäger bekämpfen und ausschalten. Im Krankenhaus wird Victor von Nixon besucht, der sich für die Jagd bedankt.

## Episodenliste

### Staffel 1
| Nr. (ges.) | Nr. (St.) | Originaltitel                  | Erstveröffentlichung USA | Regie        | Drehbuch     |
| --- | --------- | ------------------------------ | ------------------------ | ------------ | ------------ |
| 1 | 1         | The Offer                      | 6. Apr. 2020             | Phil Abraham | Nick Santora |
| Der krebskranke Dodge Tynes bittet bei Tiro Fund um ein Darlehen, um seine Familie zu versorgen, erhält aber stattdessen von Vermittler Miles Sellars das Angebot, seine Klienten Dodge jagen zu lassen. |           |                                |                          |              |              |
| 2 | 2         | The Motivation                 | 6. Apr. 2020             | Phil Abraham | Nick Santora |
| Rückblick: Dodge und seine schwangere Frau sind in Erwartung ihres ersten Kindes und hochverschuldet, weil sie das Gebäude The Carrington zur Renovierung gekauft haben. Auf der Straße kippt der kopfschmerzgeplagte Dodge plötzlich um. |           |                                |                          |              |              |
| 3 | 3         | The Rules                      | 6. Apr. 2020             | Phil Abraham | Nick Santora |
| Im Krankenhaus erfahren Dodge und Val, dass er einen inoperablen aggressiven Tumor hat. Er beichtet Val, dass er sich aus der gemeinsamen Versicherung genommen hat, und erhält von einem Pfleger Tiro Funds Visitenkarte. Miles erklärt Dodge die Regeln der Jagd: Sie würde 24 Stunden lang nur in Detroit mit fünf Jägern stattfinden. Mit jeder Stunde steigere sich sein Gewinn bis zu $24,5 Millionen insgesamt. |           |                                |                          |              |              |
| 4 | 4         | The Acceptance                 | 7. Apr. 2020             | Phil Abraham | Nick Santora |
| Nach einem Misserfolg bei der Arbeit beschließt Dodge zu kämpfen und behauptet gegenüber Val, einen Investor in das Carrington gefunden zu haben, durch den Geld hereinkommen wird. Per Telefon nimmt er Miles’ Angebot an, der ihn in einem Café vorbereitet, bevor die Jagd um 6:46 Uhr Sonnenaufgang beginnt. |           |                                |                          |              |              |
| 5 | 5         | The Start                      | 8. Apr. 2020             | Phil Abraham | Nick Santora |
| Dodge beginnt durch die Stadt zu rennen, um Abstand zu gewinnen, und Passanten zu verdächtigen, Jäger zu sein, während Miles ihn und die Jäger über Bildschirme beobachtet. Val wundert sich über die Größe der ersten eingegangenen Zahlung von 50.000 Dollar. |           |                                |                          |              |              |
| 6 | 6         | Wash Hands After Using         | 9. Apr. 2020             | Phil Abraham | Nick Santora |
| Dodge betritt das zahlreich besuchte Renaissance Center, um sich unter die Menge zu mischen, doch in einem leeren Flur steht ihm der erste Jäger Nixon gegenüber, der ihn in einer Toilettenkabine stellt. |           |                                |                          |              |              |
| 7 | 7         | No Running in the Platform     | 10. Apr. 2020            | Phil Abraham | Nick Santora |
| Dodge kann entkommen und das Gebäude verlassen, wird aber draußen von den Jägern Nixon und Reagan weiterverfolgt. Val erfährt, dass der Investor nicht in das Projekt eingestiegen ist, während die zweite Zahlung eingeht. Schließlich rettet Dodge sich in einen Zug. |           |                                |                          |              |              |
| 8 | 8         | Please Whisper In Church       | 13. Apr. 2020            | Phil Abraham | Nick Santora |
| Dodge betritt eine Kirche und legt die Beichte ab. Val und Dodges Freund Looger versuchen herauszufinden, woher das Geld kommt. Nachdem Dodge einen Kirchgänger verprügelt hat, weil er ihn verdächtigte, ein Jäger zu sein, stellt der Priester sich als einer heraus. |           |                                |                          |              |              |
| 9 | 9         | Return Tools to Their Place    | 14. Apr. 2020            | Phil Abraham | Nick Santora |
| Nach einem Kampf kann Dodge den Jäger Carter in der Kirche einsperren und diese verlassen. Er ist aber am Bein verletzt worden und kann, nachdem er die Wunde provisorisch behandelt hat, nicht weiterlaufen. |           |                                |                          |              |              |
| 10 | 10        | Five for Fighting              | 15. Apr. 2020            | Phil Abraham | Nick Santora |
| Als ein Spiel der Eishockey-Mannschaft Detroit Red Wings in der Little Caesars Arena zu Ende geht, mischt Dodge sich unter die herausgehenden Fans, sodass Nixon ihn nicht erreichen kann, und schleicht sich dann in den Kofferraum des Autos einer Familie. Nachdem bereits über 2 Millionen Dollar eingegangen sind, findet Val die Karte von Tiro Fund. |           |                                |                          |              |              |
| 11 | 11        | You Always Remember Your First | 16. Apr. 2020            | Phil Abraham | Nick Santora |
| Dodge kann das Auto zum Anhalten bringen, bevor es die Stadtgrenzen überquert, und stiehlt ein Taxi, um nach Hause zu fahren. Als er sein Heim betreten will, wird er von einem Motorradfahrer angegriffen, sodass es zu einer Verfolgungsfahrt kommt. Nach einem Unfall liegt der Motorradfahrer Carter auf der Straße und Dodge tötet ihn, indem er einen Hohlblockstein auf seinen Schädel schmettert. |           |                                |                          |              |              |
| 12 | 12        | A Ship Is Only Safe in Port    | 17. Apr. 2020            | Phil Abraham | Nick Santora |
| Val findet im Gebäude von Tiro Fund niemanden vor. Dodge schmuggelt sich auf ein Touristenschiff, wo eine Kellnerin sich als Jägerin herausstellt. Um nicht in kanadische Gewässer zu gelangen, hängt er sich an die Ambassador Bridge und stößt die Jägerin ins Wasser. Nachdem er gegen Mitternacht erschöpfter und langsamer geworden ist, gabelt Looger ihn mit dem Auto auf, aber Dodge muss wieder herausspringen, um Nixon abzuschütteln. |           |                                |                          |              |              |
| 13 | 13        | Always Get a Second Opinion    | 20. Apr. 2020            | Phil Abraham | Nick Santora |
| Dodge wird in einem Apartmentkomplex von zwei Drogendealern festgehalten, die ihn für einen Konkurrenten halten. Als sich der Alarm des Handys aktiviert, stürmen die Jäger Reagan und LBJ hinein, worauf es zu einer Schießerei kommt, bei der die Dealer und LBJ sterben, und Dodge entkommen kann. Weil die Dealer dies behauptet hatten, lässt er in einem Krankenhaus bestätigen, dass seine Medikamente unecht sind, und erfährt dazu, dass es keine Aufzeichnungen seiner Krankheit gibt. |           |                                |                          |              |              |
| 14 | 14        | What’s Old Is New Again        | 21. Apr. 2020            | Phil Abraham | Nick Santora |
| Miles erklärt Dodge, Looger habe arrangiert, ihn zur Jagd zu locken, weil dieser sein ganzes Geld im Carrington-Projekt verloren hat. Dodge ruft Val an, damit sie von Looger weggeht und sich mit ihm trifft, doch am Treffpunkt wird sie von Miles’ Männern entführt. Dodge bereitet die alte Autowerkshalle seines Vaters vor und schaltet die Leuchtreklame an, um die übrigen Jäger anzulocken. |           |                                |                          |              |              |
| 15 | 15        | Game Over                      | 22. Apr. 2020            | Phil Abraham | Nick Santora |
| Kennedy, Reagan und Nixon betreten einzeln die Halle. Nachdem Dodge Reagans Arm eingeklemmt hat, erscheint Looger und erschießt Kennedy, sodass Dodge ihm vertraut, dass er nichts mit der Jagd zu tun hat. Dodge lässt ein Fass Aceton auslaufen und entzündet es, wodurch die Halle explodiert und Reagan stirbt, während Dodge mit Looger entkommt. Im Carrington findet er Val und befreit sie, doch dann erscheint Nixon und schießt auf ihn. Nach einer Verfolgung auf das unfertige, höchste Stockwerk hängt Dodge an einem Außenbalken in der Luft. Gerade als Nixon ihn zum Fallen bringen will, geht die Sonne auf und die Jagd ist mit Dodges Überleben beendet. Während Nixon Dodge und Val stehen lässt, erhält Miles eine Akte über die nächste Beute. |           |                                |                          |              |              |

### Staffel 2
| Nr. (ges.) | Nr. (St.) | Originaltitel                | Erstveröffentlichung USA | Regie    | Drehbuch     |
| --- | --------- | ---------------------------- | ------------------------ | -------- | ------------ |
| 16 | 1         | Auction                      | 10. März 2023            | Sam Hill | Nick Santora |
| Nachdem Miles einen Vorschlag seiner Rekrutiererin Tina ablehnt, bewirbt er vor Tiros Vorstand den MMA-Kämpfer Victor Suero als Beute, bis sich in einer Auktion um ihn fünf Jäger zur Jagd bereiterklären. Victor erfährt derweil, dass seine Schwester Josie einem russischen Gangster 500.000 $ schuldet, und wird von ihm bedroht. Damit Victor ihm das Geld bringen kann, vermittelt der Russe ihm den Kontakt zu Tiro Fund.                                |           |                              |                          |          |              |
| 17 | 2         | Play Ball                    | 10. März 2023            | Sam Hill | Nick Santora |
| Victor lehnt zuerst Miles’ Angebot zur Jagd ab und stiehlt stattdessen seinem Boss Geld, um den Russen auszuzahlen. Weil es diesem nicht ausreicht, muss er Miles schließlich doch annehmen. |           |                              |                          |          |              |
| 18 | 3         | Devil in the Outfield        | 10. März 2023            | Sam Hill | Nick Santora |
| Victor wird im Citi-Field-Baseballstadion von dem Jäger Ford verfolgt, der eine Eisenkette mit Haken schwingt, kann ihn aber selbst an der Kette aufhängen. Er steigt in eine New York City Subway, in der sich auch ein Jäger befindet. |           |                              |                          |          |              |
| 19 | 4         | On the Wrong Track           | 10. März 2023            | Sam Hill | Nick Santora |
| Victor wird von Monroe durch den U-Bahn-Wagen gejagt, kann ihn auf den Gleisen aber töten. Währenddessen entdeckt sein Boss den Diebstahl, was auch zu Josie und Miles durchsickert. Victor ist in den U-Bahn-Tunneln in einem Lagerraum eingeschlossen, als seine Position an die Jäger gemeldet wird. |           |                              |                          |          |              |
| 20 | 5         | En Fuego                     | 10. März 2023            | Sam Hill | Nick Santora |
| Der Jäger Taft setzt sich vor die Tür zu Victors Raum, um zu warten, bis dieser herauskommen muss. Schließlich aber schüttet er Benzin aus und legt ein Feuer, um den Raum auszuräuchern und Victor so herauszudrängen. |           |                              |                          |          |              |
| 21 | 6         | Katie Girl                   | 10. März 2023            | Sam Hill | Nick Santora |
| Victor bricht die Tür auf und kann Taft mit Chloroform ausschalten. Als er Josie anruft, macht sie sich solche Sorgen, dass sie zur Polizei geht, um ihn suchen zu lassen. Victor lässt sich von einem Taxi zu einer Ruine auf Staten Island fahren, wo ein Jäger erscheint, der seinen Hund auf ihn hetzt. |           |                              |                          |          |              |
| 22 | 7         | Busted                       | 10. März 2023            | Sam Hill | Nick Santora |
| Auf der Flucht vor dem Hund stiehlt Victor ein Boot, um zum Festland zurückzufahren. Dort angekommen wird er aber von zwei Polizisten aufgegriffen. Miles versichert seiner Rekrutiererin Tina, dass er die Verantwortung auf sich nehme, wenn etwas mit Victor schieflaufen sollte. |           |                              |                          |          |              |
| 23 | 8         | A Good Lawyer’s Hard to Find | 10. März 2023            | Sam Hill | Nick Santora |
| Überraschend erscheint als Victors Anwalt der frühere Jäger Nixon, der durch Tiro seine Kaution bezahlt. Um Victor ins Spiel zurückzuholen, lässt Miles ihm die Wahl, entweder zum permanenten Ziel zu werden oder in einem Zweikampf gegen Nixon anzutreten. |           |                              |                          |          |              |
| 24 | 9         | Company at the Water Company | 10. März 2023            | Sam Hill | Nick Santora |
| Victor entscheidet sich für den Zweikampf und gewinnt diesen schließlich, indem er es schafft den Kampfraum als Erster zu verlassen. |           |                              |                          |          |              |
| 25 | 10        | One Way Ticket               | 10. März 2023            | Sam Hill | Nick Santora |
| Während Nixon eine Stunde warten muss, bevor er in die Jagd einsteigt, geht sie für die anderen Jäger sofort weiter. Ford jagt ihn in einen Tunnel der Wasserversorgungsanlage, wo Victor einen Raum unter Wasser setzt, damit Ford ertrinkt. Victor nimmt eine Bahn der Long Island Rail Road. Als er Josie anruft, wird ihm klar, dass sie Miles auf ihn angesetzt hatte mit dem Versprechen, dass er dafür sorgen würde, dass Miles nicht mehr kämpfen würde. |           |                              |                          |          |              |
| 26 | 11        | Lighthouse                   | 10. März 2023            | Sam Hill | Nick Santora |
| Am Strand wird Victor von zwei Frauen angesprochen, die in einem Strandhaus eine Party feiern. Eine davon stellt sich als Jägerin heraus, wird aber von ihm getötet. Als er sich in einem Leuchtturm ausruht, findet ihn dort Josie, aber auch den Jäger Taft. |           |                              |                          |          |              |
| 27 | 12        | Blood Work                   | 10. März 2023            | Sam Hill | Nick Santora |
| Gemeinsam können Victor und Josie Taft ausschalten. Darauf fährt Victor sie in ein Krankenhaus. Dort besucht ihn am nächsten Tag Nixon, der sich für die Jagd bedankt, aber auch sagt, Josie wäre als Beute gut geeignet. Als Miles’ Vorgesetzte von ihm fordert, Tina zu erschießen, die die Verantwortung für Victor auf sich nimmt, erschießt er stattdessen seine Vorgesetzte.                                                                               |           |                              |                          |          |              |

## Besetzung und Synchronisation
Die deutschsprachige Synchronisation der ersten Staffel wurde für die Filmfassung von 2021 bei Prime Video unter der Dialogregie von Harald Wolff durch die Cinephon Filmproduktions-GmbH produziert.
| Rolle         | Beschreibung                 | Darsteller           | Folgen                                                            | Synchronsprecher       |
| Hauptfiguren  | Hauptfiguren                 | Hauptfiguren         | Hauptfiguren                                                      | Hauptfiguren           |
| ------------- | ---------------------------- | -------------------- | ----------------------------------------------------------------- | ---------------------- |
| Dodge Tynes   | Gejagter                     | Liam Hemsworth       | 1.01–1.15                                                         | Leonhard Mahlich       |
| Miles Sellars | Vermittler der Jagd          | Christoph Waltz      | 1.01, 1.03–1.07, 1.09–1.15, 2.01–2.12                             | Christoph Waltz        |
| Val           | Dodges Frau                  | Sarah Gadon          | 1.02–1.05, 1.07–1.08, 1.10–1.15                                   | Josephine Schmidt      |
| Victor Suero  | Gejagter                     | David Castañeda      | 2.01–2.12                                                         |                        |
| Jäger         |                              |                      |                                                                   |                        |
| LBJ           | Jäger                        | Patrick Garrow       | 1.05, 1.13                                                        |                        |
| Nixon         | Jäger                        | Chris Webster        | 1.06–1.07, 1.10, 1.12–1.15, 2.08–2.10, 2.12                       | Ozan Ünal              |
| Reagan        | Jäger                        | Billy Burke          | 1.07, 1.12–1.15                                                   | Thomas Nero Wolff      |
| Carter        | Jäger                        | Jimmy Akingbola      | 1.08–1.09, 1.11                                                   | Johann Fohl            |
| Kennedy       | Jäger                        | Natasha Liu Bordizzo | 1.12, 1.14–1.15                                                   | Katharina Schwarzmaier |
| Tyler         | Jäger                        | Kevin Durand         | 2.03, 2.06–2.07                                                   |                        |
| Ford          | Jäger                        | Kyle Mac             | 2.03, 2.05, 2.10                                                  |                        |
| Monroe        | Jäger                        | Alex Barima          | 2.03–2.04                                                         |                        |
| Taft          | Jäger                        | Marc McKenna         | 2.05–2.06, 2.11–2.12                                              |                        |
| Pierce        | Jäger                        | Mishael Morgan       | 2.11                                                              |                        |
| Nebenfiguren  |                              |                      |                                                                   |                        |
| Looger        | Dodges bester Freund         | Zach Cherry          | 1.02–1.04, 1.08, 1.10, 1.12–1.15                                  | Tobias Müller          |
| Jerry Pierce  | Dodges potenzieller Investor | Al Sapienza          | 1.02–1.04, 1.07                                                   | Tobias Lelle           |
| Connell       | Miles’ Aufräumer             | Aaron Poole          | 1.05–1.07, 1.09, 1.12, 1.15, 2.01, 2.03–2.07, 2.09–2.10, 2.12     | Stefan Krause          |
| Green         | Miles’ IT-Mitarbeiter        | Devon Bostick        | 1.05, 1.07, 1.09–1.11, 1.13–1.14, 2.03–2.04, 2.06–2.07, 2.10–2.11 |                        |
| Josie Suero   | Victors Schwester            | Martina Ortiz Luis   | 2.01–2.02, 2.04–2.06, 2.08–2.12                                   |                        |
| Mickey Dupree | Victors Boss                 | Martin Roach         | 2.01, 2.03–2.06, 2.08–2.09                                        |                        |
| Tina          | Miles’ Rekrutiererin         | Ciara Bravo          | 2.01, 2.05, 2.07, 2.11–2.12                                       |                        |
|               | Miles’ Vorgesetzte           | Anna Gunn            | 2.01, 2.05, 2.11–2.12                                             |                        |
| Mike Roland   | Detective                    | Currie Graham        | 2.04, 2.06, 2.08                                                  |                        |

## Produktion und Veröffentlichung
Die Serie wurde von Scorpion-Schöpfer Nick Santora geschrieben und dem Regisseur Phil Abraham inszeniert. Die ursprüngliche Fassung des als Film geplanten Skripts wurde zehn Jahre zuvor von Josh Harmon und Scott Elder verfasst und später von Produzenten an Santora für einen Umschrieb herangetragen, aber nicht als Film umgesetzt. Während er bei CBS Television Studios arbeitete, schrieb Santora basierend auf der Idee einen Serienpiloten für NBC. Als Quibi Jahre später Interesse an dem Drehbuch des Piloten zeigte, musste er aus diesem wieder eines in Filmlänge umwandeln, das dann für das Kurzformat in Kapitel mit Cliffhangern aufgeteilt wurde.
Dreharbeiten fanden unter dem Arbeitstitel Dodge & Miles im Oktober 2019 in Toronto und Hamilton in Kanada und im November vor Ort in Detroit statt.
Der Titel Most Dangerous Game wurde im Januar 2020 bekanntgegeben. Am 6. April 2020 gehörte die Serie zu den 50 Titeln, mit denen Quibi bei der Veröffentlichung der App an den Start ging. Am 30. April veröffentlichte Quibi ausgewählte Episoden auf YouTube, darunter die erste dieser Serie, The Offer im Porträt- und im Landschaftsmodus.
Im Juli 2020 wurde die Serie um eine zweite Staffel erneuert, die erneut mit Waltz, aber in New York City spielen soll; zugleich arbeite Santora auch an der Produktion einer Filmfassung der ersten Staffel. Nach Bekanntgabe der Einstellung von Quibi soll CBS Television Studios geplant haben, die Serie an eine andere Plattform zu verkaufen. Nach der Übernahme der Quibi-Bibliothek im Januar 2021 durch Roku erschien Most Dangerous Game am 20. Mai 2021 auf dem Roku Channel als Roku Original. Roku bestellte am 24. August 2021 die zweite Staffel, die in New York spielt; neben dem zurückkehrenden Christoph Waltz wurde als neue Hauptfigur David Castañeda besetzt. Er spielt Victor Suero, der seine Schwester beschützen will. Dreharbeiten für die zweite Staffel fanden ab Ende Januar 2022 wieder in Hamilton statt. Am 24. Februar 2023 wurde mit einem Trailer als Starttermin für die zweite Staffel der 10. März 2023 angekündigt. Anfang September 2023 entfernte Roku die Serie neben anderen wieder von der Plattform als Teil einer Kostenreduzierungsmaßnahme.
In Deutschland wurde am 8. September 2021 bei Prime Video eine Filmfassung der ersten Staffel veröffentlicht.

## Nominierungen
Most Dangerous Game erhielt bei der Primetime-Emmy-Verleihung 2020 zwei Nominierungen für Creative Arts Emmy Awards als herausragende Kurzform-Dramaserie und an Christoph Waltz als herausragender Schauspieler in einer Kurzform-Dramaserie, was für diesen, der hiermit für sein erstes amerikanisches Serienprojekt gedreht hatte, die erste Emmy-Nominierung ist.
2021 war sie bei den Writers Guild of America Awards als Kurzformmedium nominiert, aber unterlag der Quibi-Serie #FreeRayshawn.